# Богемизмы
Богемизм — слово или выражение, заимствованное из чешского языка.
Наиболее известным интернациональным богемизмом является слово «робот», изобретённое Карелом Чапеком для пьесы «R. U. R.» (1920). Среди широко распространившихся в разных языках слов чешское происхождение имеют:
- «гаубица» (в русском из нем. Haubitze ← чеш. houfnice, от чеш. houfný «кучный»);
- «пистолет» (в русском из нем. Pistolet ← чеш. píšťala, соответствующего исконно русскому пищаль).

В направлении непосредственно из чешского в русский были в разное время заимствованы слова:
- «за́мок» из чеш. zámek, в котором был по аналогии (семантическая калька) с нем. Schloß осуществлён перенос значения с «запор, затвор» на «отдельно стоящее укреплённое жилище»; в результате в русском языке заимствованное «за́мок» и исконно русское «замо́к» различаются ударением;
- «франт» (щёголь; возможно, через польское посредство) из чеш. franta со значением «шут, плут», первоначально от имени собственного, уменьшительного от Франтишек);
- «поручик» (через польское посредство пол. porucznik) из чеш. poručík, то есть порученец, офицер для поручений — чешская калька термина «лейтенант» (locum tenens — «держащий место»);
- «колготки» из чеш. punčochové kalhoty.

По одной из версий, от чеш. tábor «военный лагерь», вошедшего в употребление в эпоху гуситских войн (ср. также одноимённый город) и восходящего, в свою очередь, к названию библейской горы Фавор, происходит русское «табор», употребительное главным образом по отношению к цыганскому лагерю.
Во многих случаях западнославянское происхождение русских слов («фортель», «барвинок», «мещанин», «пушка») очевидно, однако их принадлежность к богемизмам или же полонизмам проблематична.